# Estació de Volpelleres
Volpelleres és una estació dels Ferrocarrils de la Generalitat de Catalunya (FGC), situada al barri de Volpelleres de la població de Sant Cugat del Vallès, a la comarca del Vallès Occidental. Es troba a la línia Barcelona-Vallès, per on circulen trens de la línia S2; i permet enllaçar els FGC amb la línia R8 de Rodalies de Catalunya (de Renfe), mitjançant l'estació de Sant Cugat-Coll Favà d'Adif, que s'hi troba a 730 metres a peu.
L'estació es va inaugurar el 5 de juny del 2010, amb la previsió que donés servei a uns 850.000 passatgers cada any. La inversió ha estat d'uns 23,3 milions d'euros, finançats amb l'excedent de l'empresa pública de peatges Tabasa, que ha inclòs la construcció d'un aparcament enllaç per a 173 vehicles. És la primera estació que s'inaugurà a la línia, després de la construcció, a la dècada de 1980, dels baixadors d'Hospital General i Universitat Autònoma.
Està previst el trasllat de l'actual estació de Sant Cugat-Coll Favà d'Adif just a sota de l'estació d'FGC de Volpelleres, de manera que l'intercanvi entre la línia S2 d'FGC i la línia R8 de Rodalies de Catalunya sigui més eficient i ràpid que actualment. De moment, però, es tracta només d'un projecte.
Aquesta estació s'ubica dins de la tarifa plana de l'àrea metropolitana de Barcelona, qualsevol trajecte entre dos dels municipis de l'àrea metropolitana de Barcelona valida com a zona 1.
L'any 2016 va registrar l'entrada de 717.974 passatgers.

## Serveis ferroviaris
| Línia Barcelona-Vallès de FGC |                   |       |                        |                        |
| Procedència/Destinació        | <                 | Línia | >                      | Procedència/Destinació |
| Barcelona - Pl. Catalunya     | Sant Cugat Centre |       | Sant Joan              | Sabadell Parc del Nord |
| Rodalia de Barcelona          |                   |       |                        |                        |
| Projectat                     |                   |       |                        |                        |
| Martorell Central             | Hospital General  |       | Cerdanyola Universitat | Granollers Centre      |

## Galeria d'imatges

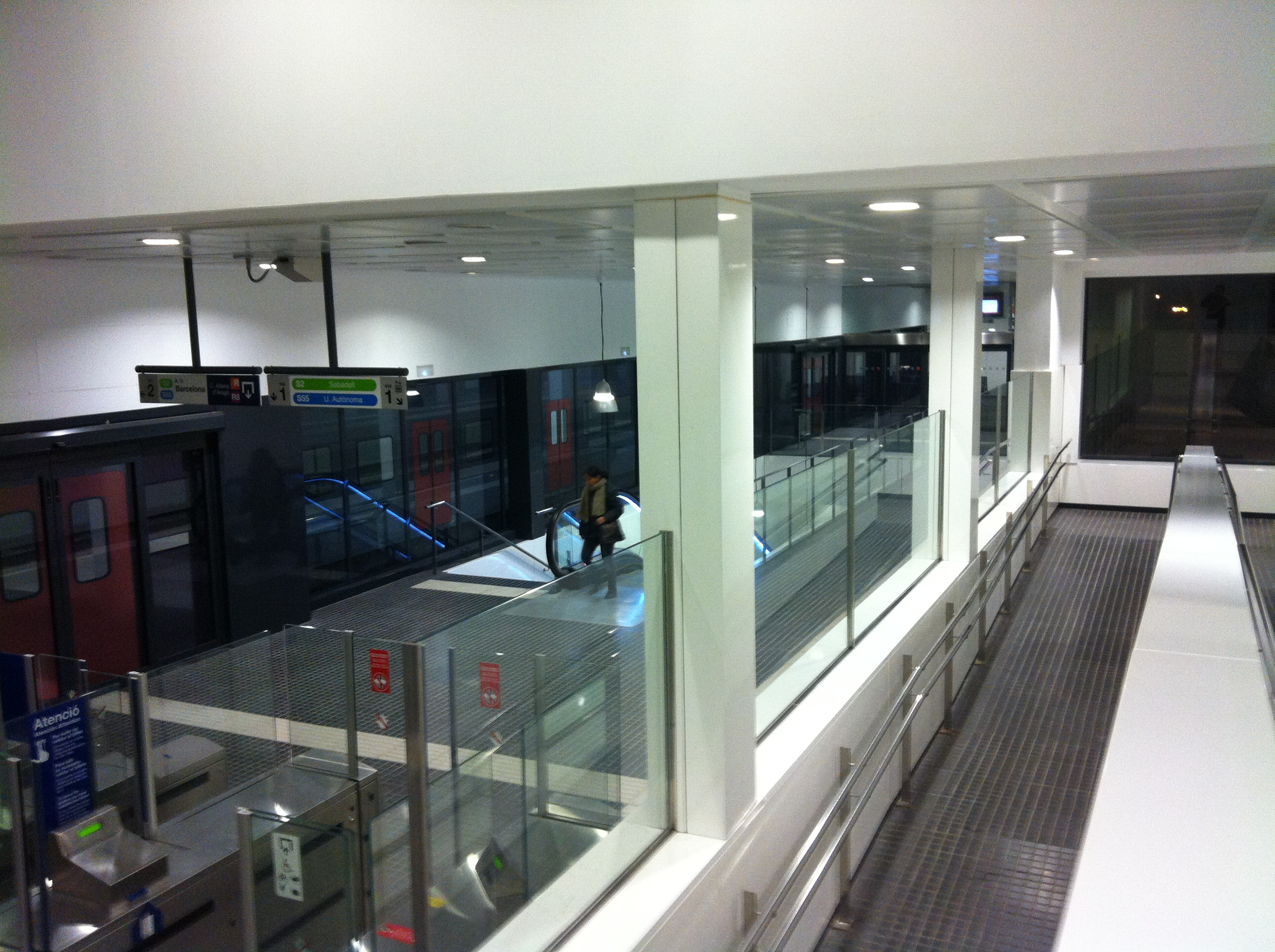
Vestíbul de l'estació
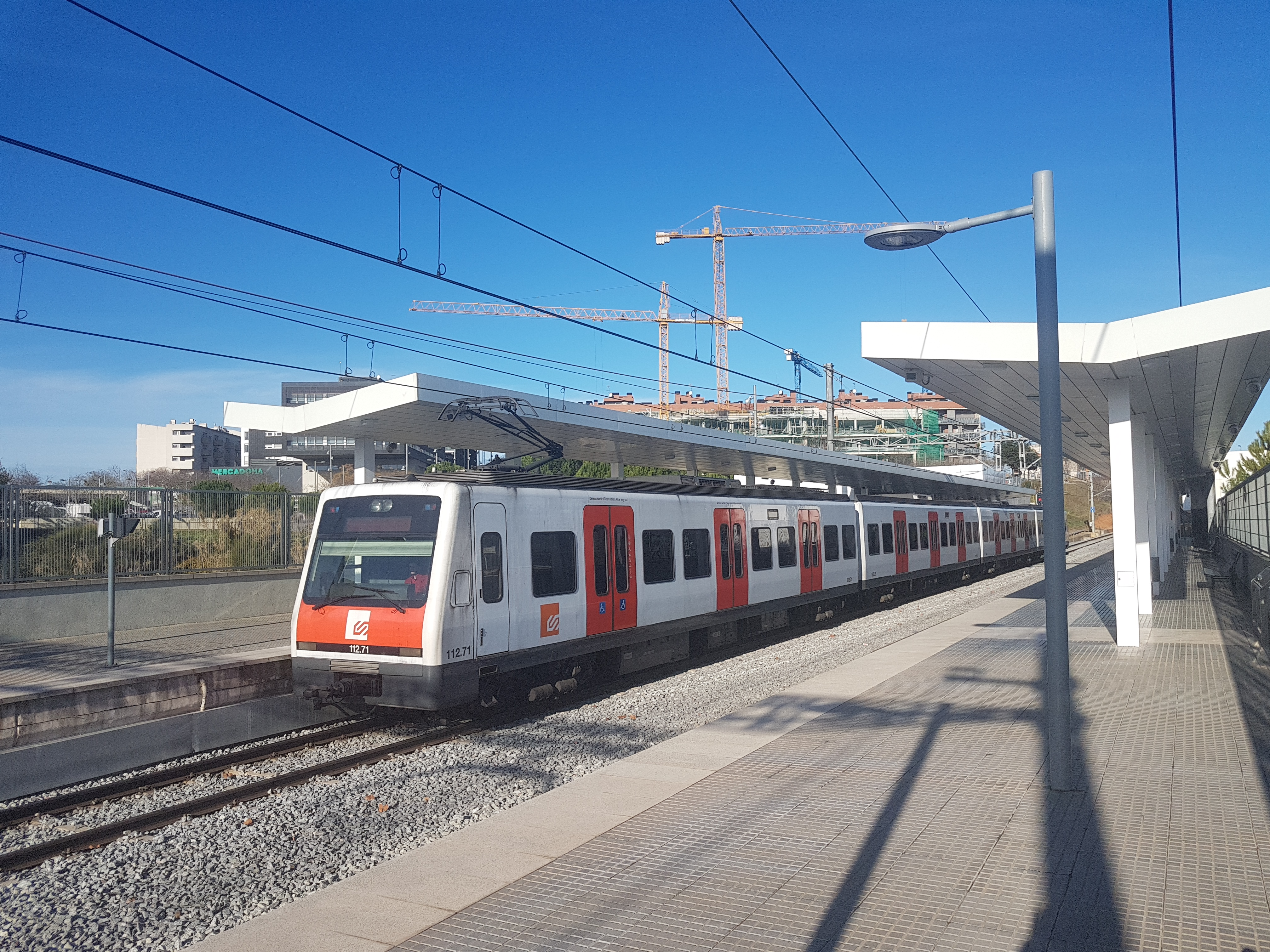
S2 Barcelona amb una unitat 112
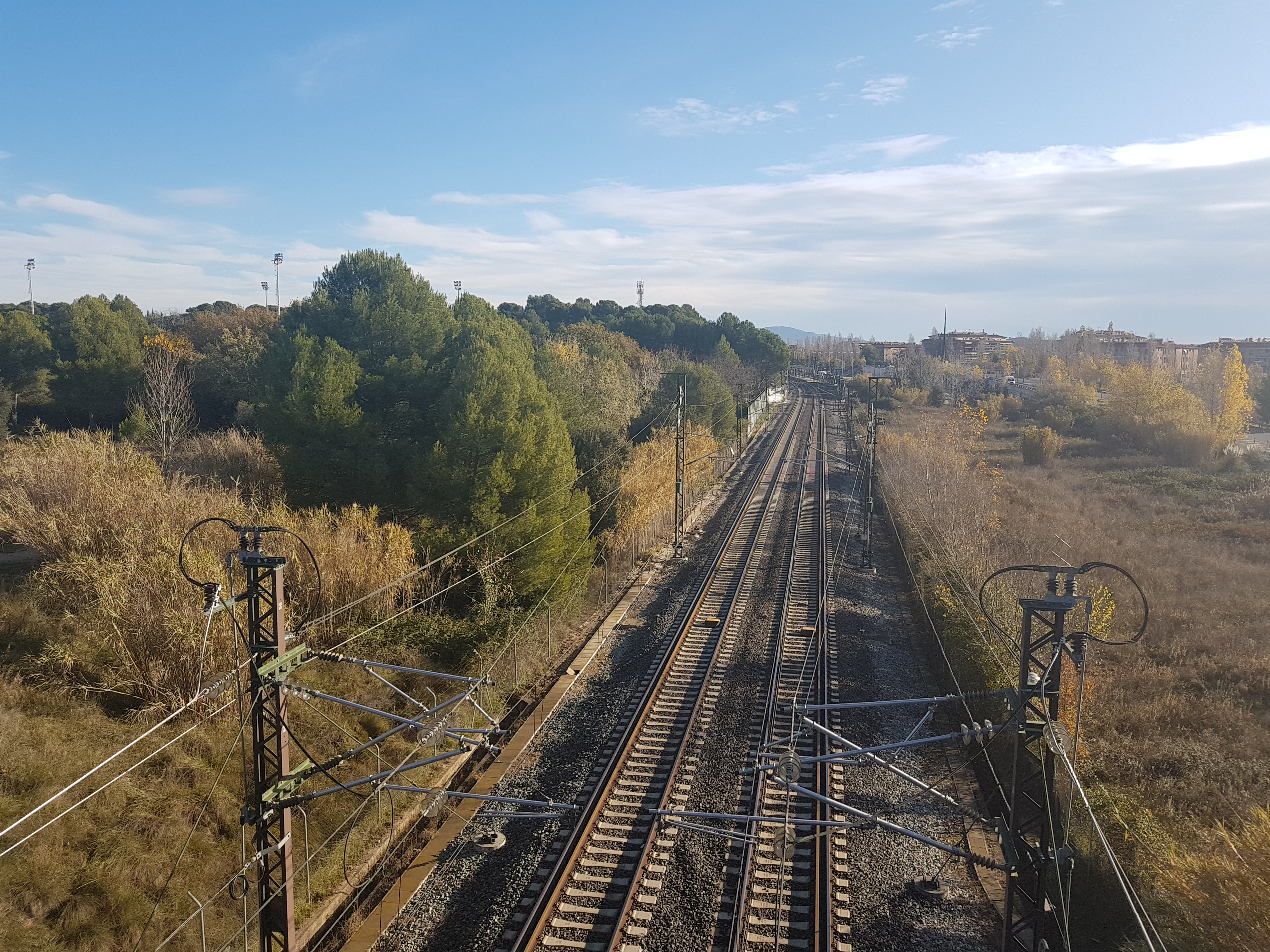
Ubicació prevista per l'intercanviador amb la línia R8